# 瑪利亞 (電影)
《瑪利亞》（英語：Mary）是2024年Netflix原創美國史詩劇情電影，由D·J·克魯索執導，提摩西·麥可·海耶斯（Timothy Michael Hayes）編劇，瑪麗·阿洛伊、漢娜·利德（Hannah Leader）、吉莉安·霍梅爾（Gillian Hormel）和約書亞·哈里斯（Joshua Harris）共同監製。劇情講述耶穌之母瑪利亞誕下耶穌以及被希律王追捕的過程。領銜主演為諾亞·寇恩、伊多·塔科和安東尼·霍普金斯。
電影於2024年12月6日在Netflix上映。

## 劇情提要
來自拿撒勒的年輕女孩瑪利亞被帶到聖殿準備與聖若瑟成婚，她將誕下一位孩子。希律大帝得知彌賽亞即將誕生，便對瑪利亞、聖若瑟發起追捕行動。

## 演員及角色
- 諾亞·寇恩（英语：Noa Cohen） 飾演 瑪利亞
  - 蜜拉·哈里斯（Mila Harris）飾演 少年瑪利亞
- 伊多·塔科（希伯來語：עידו טאקו） 飾演 聖若瑟
- 安東尼·霍普金斯 飾演 希律大帝
- 史蒂芬妮·努爾（英语：Stephanie Nur） 飾演 莎樂美一世（希律的妹妹）
- 蘇珊·布朗（英语：Susan Brown (English actress)） 飾演 亞拿
- 歐瑞·費佛（英语：Ori Pfeffer） 飾演 聖若亞敬
- 埃蒙·法倫（英语：Eamon Farren） 飾演 撒旦
- 希拉·維多（英语：Hilla Vidor） 飾演 聖亞納
- 米莉·雅維塔（英语：Mili Avital） 飾演 米利暗一世（希律的妻子）
- 古德蒙杜·托瓦森（Gudmundur Thorvaldsson）飾演 Marcellus（羅馬軍隊指揮官）
- 達德利·奧肖內西（英语：Dudley O'Shaughnessy） 飾演 加百列
- 凱倫·祖爾（希伯來語：קרן צור） 飾演 以利沙伯
- 穆罕默德·庫圖魯斯（英语：Mehmet Kurtuluş） 飾演 Baba ben Buta
- 米洛·朱羅維奇（Milo Djurovic）飾演 Malachi
- 蘇菲安·卡利迪（英语：Soufiane El Khalidy） 飾演 朝聖者

## 製作

### 發展
2024年4月，宣布安東尼·霍普金斯與諾亞·寇恩將在《瑪利亞》中分別飾演希律王和瑪利亞，該電影由D·J·克魯索執導，提摩西·麥可·海耶斯（Timothy Michael Hayes）編劇，瑪麗·阿洛伊、漢娜·利德（Hannah Leader）、吉莉安·霍梅爾（Gillian Hormel）和約書亞·哈里斯（Joshua Harris）共同監製，牧師約爾·歐斯汀擔任執行製作人。編劇提摩西·麥可·海耶斯於2020年撰寫了原始劇本，他曾諮詢過多位基督教、猶太教和伊斯蘭教的宗教領袖與學者，最後在創作74篇草稿後才終於定稿。已故的天主教洛杉磯總教區輔理主教大衛·G·奧康奈爾曾是D·J·克魯索在創作電影中的靈性顧問。
2024年9月，Netflix宣布取得了《瑪利亞》的全球發行權。

### 選角
大約有75位女演員參加主角瑪利亞的試鏡，導演D·J·克魯索說道：「瑪利亞與全體主要角色的選角對我們來說至關重要，我們會選擇來自以色列的演員，以確保故事真實性」；但此舉在社群媒體上受到批評，部分反猶太主義者表示不應該讓帶有猶太血統的演員來飾演巴勒斯坦人的角色，並認為這是在試圖抹去角色的根源，甚至是一種褻瀆神明的行為。

### 拍攝
主體拍攝於2024年4月結束，取景地點在摩洛哥。

## 發行
前導預告於2024年11月12日上線，電影正片於2024年12月6日在Netflix上映。

## 外部連結
- 互联网电影数据库（IMDb）上《瑪利亞》的资料（英文）
- 在Netflix上觀看《瑪利亞》
- 豆瓣电影上《瑪利亞》的資料 （简体中文）